# 基斯乔尔农村居民点
基斯乔尔农村居民点（俄语：Кистерское сельское поселение）是俄罗斯联邦布良斯克州波加尔区所属的一个农村居民点。其下辖有9个居民点，行政中心为基斯乔尔。据2015年统计，该农村居民点的人口为1327人。